# 小行星9594
小行星9594（9594 Garstang）是一颗绕太阳运转的小行星，为主小行星带小行星。该小行星于1991年9月发现。

## 轨道参数
小行星9594的轨道半长轴为334 806 760 km（2.2380131 UA），离心率为0.095。